# Melaniparus rufiventris
El carbonero ventrirrufo (Melaniparus rufiventris) es una especie de ave paseriforme de la familia Paridae propia del cono sur de África. Anteriormente se clasificaba en el género Parus, pero fue trasladado al género Melaniparus, como otras especies, cuando un análisis genético publicado en 2013 demostró que todas ellas formaban un nuevo clado.

## Descripción
El carbonero ventrirrufo mide unos 15 cm de largo. Su cabeza y cola son negras, también negras sus alas, aunque con plumas de bordes blancos. El resto de partes superiores y el pecho son de color gris oscuro. Y las partes inferiores son de color canela rojizo. Los adultos tienen los ojos amarillos, mientras los juveniles los tienen castaños y plumaje más apagado.

## Distribución y hábitat
Se encuentra en una amplia franja entre África central y África austral, distribuido por el sur de la República democrática del Congo y la República del Congo, y el norte de Namibia y Mozambique, y Tanzania. Su hábitat natural son los bosques de miombo.